# Muaro
Muaro est un nagari (village) du kabupaten de Sijunjung dans la province indonésienne de Sumatra occidental.

## Histoire
Muaro était le terminus de la ligne Pekanbaru-Muaro qui le reliait à Pekanbaru dans la province de Riau, construite par des romusha (travailleurs de force) indonésiens, des Indo-Européens et des prisonniers de guerre britanniques lors de l'occupation japonaise des Indes néerlandaises.